# NGC 3667
NGC 3667 este o galaxie spirală situată în constelația Cupa. A fost descoperită în 27 martie 1786 de către William Herschel. Se află la o distanță de 77,83 de megaparseci de Pământ.